# Altonfördraget
Altonfördraget var ett fördrag tecknat år 1101 mellan kung Henrik I av England och hans äldre bror Robert, Hertig av Normandie. Fördraget gick ut på att Robert erkände Henrik som Englands konung i utbyte mot ett årligt stipendium och andra eftergifter. Fördraget skapade tillfällig ordning i konflikten om successionen i den Anglonormandiska dynastin. 
Året innan hade Henrik I tagit makten efter att hans bror Vilhelm II av England avlidit, trots att Robert varit efter Vilhelm i successionsordningen. Roberts frånvaro under det första korståget, kopplat med hans låga ställning bland den anglo-normandiska baronerna skapade förutsättning för Henrik att ta makten med populärt stöd. Robert återvände från det heliga landet efter Henriks kröning och uppmuntrad av sin rådgivare Ranulf Flambard invaderade Robert England. Han landade i hemlighet i Portsmouth och möttes av Henrik vid Alton. 
Henrik hade i sin tur förankrat sitt stöd hos med adeln och kyrkan genom sin proklamation av sin frihetsstadga (Charter of Liberties), och hans popularitet gjorde att han kunde stå emot Roberts invasion. Dispyten mellan bröderna löstes genom diplomatiska ansträngningar, och i fördraget så utfäste Robert att han avsade sig all rätt till tronen i utbyte mot ett årligt stipendium på 3000 marker och gav upp anspråk på nästan allt sitt territorium i Normandie. Robert och hans anhängare tilläts återvända till Normandie utan vedergällning ifrån Henrik. De två bröderna kom dessutom överens om att de skulle ärva varandra ifall den ene gick bort samt att samarbeta i att straffa förrädare.
Fördraget höll dock inte särskilt länge, redan fyra år senare, 1105, invaderade Henrik Normandie och besegrade sin brors armé vid Slaget vid Tinchebray. Robert tillfångatogs och dog i fångenskap år 1134. Normandie kom att höra till den engelska tronen i över ett sekel efteråt.